# Budai

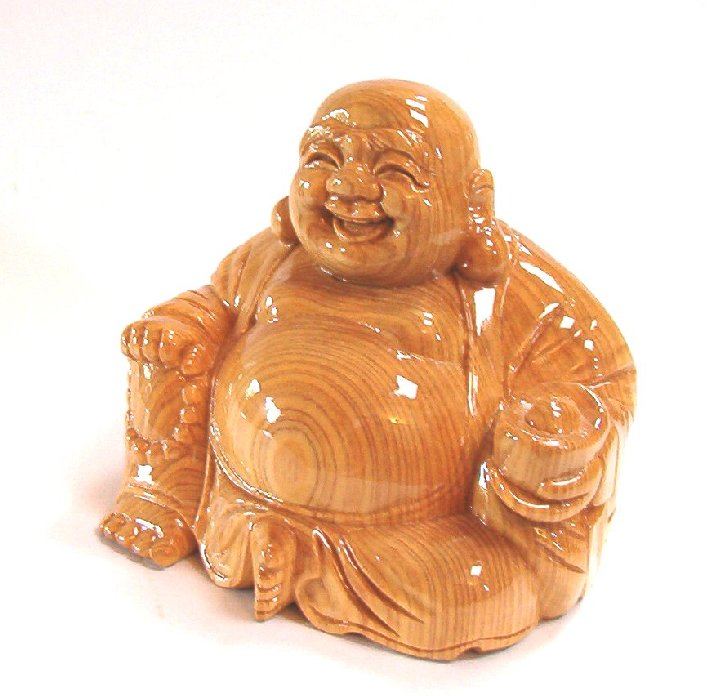
Statuetta in legno raffigurante Budai.

Budai (cinese: 布袋S, BùdàiP, lett. ""bisaccia di pezza"", in coreano: Podae, in giapponese Hotei, in thailandese Phra Sangkrachai (พระสังกระจาย)) noto anche come Buddha felice (歡喜佛T, Huānxǐ FóP), Buddha sorridente, Buddha grasso o Pu-Tai originariamente Pibudai Heshang (Piccolo-monaco Sacco-di-cuoio), è una figura ricorrente nell'iconografia buddista cinese, interpretato a volte come un personaggio storico realmente esistito. In Occidente le sue immagini vengono spesso erroneamente ritenute immagini del Buddha storico Siddharta Gautama.
La sua figura è stata anche inglobata nel taoismo e nello shintoismo.

## Personaggio storico
Esistono due interpretazioni sulla figura di Budai. La prima sostiene che fosse uno dei primi diciotto arhat del Buddismo; il suo nome era Angida ed era un abile cacciatore di serpenti, ma dopo averli catturati toglieva loro il veleno per evitare che mordessero i passanti e poi li liberava, e per la sua bontà ottenne la bodhi. L'elogio di Angida è il seguente :
"Buddha di vita infinita,
borsa preziosa contenente
segreti del Cielo e della Terra.
Felice e contento,
allegro e gioioso è lui"
La storia più nota sostiene invece che fosse un monaco Chan di nome Qìcǐ (契此S), nativo di Fenghua (奉化, oggi nella provincia di Zhejiang), che visse durante la dinastia Liang. Si dice che al momento della sua morte abbia composto il seguente inno (偈语S, jiéyǔP): Maitreya, il vero Maitreya / Ti manifesti in molteplici forme/ Spesso ti riveli alla gente del tempo / Altre volte non ti riconoscono (彌勒真彌勒，化身千百億，時時示時人，時人自不識T). Anche per questo motivo è generalmente identificato con Maitreya.
Alcuni buddhisti però, pensano che il Budai Arhat (Angida) sia un essere diverso dal Budai Pusà (Maitreya) e venerano entrambi come Sattva diversi.

## Caratteristiche

Maitreya con i suoi discepoli scolpiti nella roccia delle grotte di Feilai Feng, Cina.

Budai/Hotei è sempre rappresentato grasso e calvo, con una sacca sulle spalle o sotto il braccio (dalla quale prende il nome) che non si svuota mai e con la quale nutre i poveri e i bisognosi; è piena di piante di riso (simbolo di abbondanza), dolci, cibo e molte cose di grande valore. Spesso ha con sé una ciotola da elemosine, che rappresenta la sua natura di monaco buddista. Il suo ruolo è di proteggere i deboli, i poveri e i bambini, ed è spesso ritratto accanto ad essi. Nelle raffigurazioni giapponesi, Hotei è talvolta seduto su un carro condotto da ragazzi, o sventola il ventaglio che esaudisce i desideri (oogi, il ventaglio usato cerimonialmente dai potenti per dimostrare di accettare la richiesta di un vassallo).

## Buddismo
Nei templi Chan e Zen una sua statua è generalmente posta all'ingresso con il viso sorridente rivolto verso l'ingresso. È inoltre presente in un kōan della scuola Zen. In questo, egli viaggia donando caramelle ai bambini poveri, elemosinando solo da monaci e laici Zen. Un giorno un monaco gli chiede: «Qual è il significato dello Zen?». Hotei depone la sua bisaccia. «Come si realizza lo Zen?», continua il monaco. Hotei riprende la bisaccia e si rimette in cammino.

## Taoismo
Nel taoismo Budai è considerato una divinità dell'abbondanza e della soddisfazione, dell'accontentarsi di quel che si ha. La grande pancia è simbolo di gioia, fortuna e realizzazione; inoltre, nella tradizione cinese la pancia è considerata la dimora dell'anima, e la sua dimensione può essere considerata un'allegoria per la sua grande bontà. Secondo una tradizione popolare, sfregando la sua pancia è possibile ottenere ricchezza, fortuna e prosperità.
Nell'Ikuantao, le statue di Budai si trovano spesso nella parte centrale dei templi; in esso è chiamato Maitreya, ma è considerato l'incarnazione di molti insegnamenti taoisti, tra cui la generosità e la disponibilità.